# 23469 Нідпірт
23469 Нідпірт (23469 Neilpeart) — астероїд головного поясу, відкритий 22 вересня 1990 року.
Тіссеранів параметр щодо Юпітера — 3,328.